# ジェリー・フィッシャー
ジェリー・フィッシャー（Gerry Fisher、1926年6月23日 - 2014年12月2日）は、イギリスの撮影監督。

## 作品
- 告発者K
- コップス&ロバーソン
- ゲッタウェイ!エンジェル
- しゃべりすぎた女
- ミッドナイト・スティング
- ロシアン・ルーレット
- エクソシスト3
- 対決
- ブラック・レインボウ
- サンタモニカ・ダンディ
- 旅立ちの時
- ハイランダー 悪魔の戦士
- 第三帝国の遺産
- チーチ&チョン／イエローパイレーツ
- コート・ダ・ジュール・ドリーム
- ウルフェン
- 勝利への脱出
- ドン・ジョヴァンニ
- 悲愁
- Oh!外人部隊
- ドクター・モローの島
- パリの灯は遠く
- スカイエース
- 愛と哀しみのエリザベス
- 新シャーロック・ホームズ おかしな弟の大冒険
- ブラニガン
- ス★パ★イ
- ジャガーノート
- 人形の家
- 怒りの刑事
- 青い騒音
- 見えない恐怖
- 荒野に生きる
- 恋
- 太陽の果てに青春を
- 西部番外地
- ハムレット
- 秘密の儀式
- しのび逢い
- できごと